# Los dientes del dragón
Los dientes de dragón (The Dragon's Teeth), también editada en inglés como The Virgin Heiresses, es una novela que publicada en 1939 por Ellery Queen. Se trata de una novela de misterio situada sobre todo en Nueva York, Estados Unidos .

## Argumento
Un excéntrico millonario, Cadmus Cole, visita a Ellery Queen que acaba de abrir unas oficinas como investigador privado, durante un ocasional desembarco de su yate. La empresa de investigación es en realidad idea original y única responsabilidad del amigo y compañero de Queen, "Beau" Rummell, que quiere trabajar como detective. El señor Cole paga 15.000 dólares para contratar a Ellery Queen en una investigación los detalles de la cual se niega a divulgar, diciéndole tan solo: "Te enterarás cuando llegue el momento." 
A su salida, deja tras de sí una estilogràfica, con marcas haber sido mordida, con la que firmó el cheque de contrato. Casi de inmediato, Ellery sufre un ataque de apendicitis, y estando convaleciente se entera de que Cadmus Cole ha muerto y ha sido lanzado al mar. Rummell, bajo la apariencia de Ellery Queen, comienza a investigar tanto las circunstancias de la muerte de Cole como sus herederos; pronto conoce a dos hermosas mujeres y el caso se complica por el romance y la aparición de un demandante a causa del testamento de Cole. Cuando el demandante es asesinado, y Rummell se ha casado con una de las bellezas, el auténtico Ellery Queen debe intervenir hasta resolver el caso, utilizando la clave esencial de la pluma estilográfica mordida.
Esta novela de Ellery Queen estuvo claramente influenciada por el programa de radio que había empezado a emitirse con gran éxito y las películas de Ellery que eran muy populares en ese momento. De hecho el amigo Beau Rummell nunca aparece de nuevo en el canon, y Ellery Queen nunca abre otra agencia de detectives en los libros (aunque mantiene una oficina en más de una de sus películas). El relato abunda en exageraciones y giros sorprendentes y se apoya en la vieja y equívoca teoría de que un cuerpo debe ser mostrado para establecer que se ha cometido un asesinato.